# (466843) 2015 BN249
(466843) 2015 BN249 es un asteroide perteneciente al cinturón de asteroides, descubierto el 7 de septiembre de 2004 por el equipo Spacewatch desde el Observatorio Nacional de Kitt Peak (Arizona, Estados Unidos).